# رستي سميث
رستي سميث (بالإنجليزية: Rusty Smith)‏ هو متزلج على مسار قصير أمريكي، ولد في 27 أغسطس 1979 في لونغ بيتش في الولايات المتحدة.

## وصلات خارجية
- رستي سميث على موقع اللجنة الأولمبية الدولية (الإنجليزية)
- رستي سميث على موقع أوليمبيديا (الإنجليزية)